# Brownsville (Tennessee)
Brownsville és una població dels Estats Units a l'estat de Tennessee. Segons el cens del 2000 tenia 10.748 habitants.

## Demografia
Segons el cens del 2000, Brownsville tenia 10.748 habitants, 4.105 habitatges, i 2.865 famílies. La densitat de població era de 455 habitants/km².
Dels 4.105 habitatges en un 35,4% hi vivien nens de menys de 18 anys, en un 38,8% hi vivien parelles casades, en un 27,3% dones solteres, i en un 30,2% no eren unitats familiars. En el 27% dels habitatges hi vivien persones soles l'11,8% de les quals corresponia a persones de 65 anys o més que vivien soles. El nombre mitjà de persones vivint en cada habitatge era de 2,58 i el nombre mitjà de persones que vivien en cada família era de 3,11.
Per edats la població es repartia de la següent manera: un 29,5% tenia menys de 18 anys, un 10,4% entre 18 i 24, un 27,1% entre 25 i 44, un 19,4% de 45 a 60 i un 13,6% 65 anys o més.
L'edat mediana era de 33 anys. Per cada 100 dones de 18 o més anys hi havia 73,3 homes.
La renda mediana per habitatge era de 27.276 $ i la renda mediana per família de 33.782 $. Els homes tenien una renda mediana de 30.313 $ mentre que les dones 22.030 $. La renda per capita de la població era de 15.217 $. Entorn del 18% de les famílies i el 21,3% de la població estaven per davall del llindar de pobresa.

## Poblacions més properes
El següent diagrama mostra les poblacions més properes.